# Carme XXXVI
Il Carme XXXVI è un componimento in endecasillabi faleci appartenente al genere delle nugae, “bagatelle”, una poesia di carattere leggero, scherzoso e disimpegnato, di semplice intrattenimento. Le interpretazioni possibili del Carme XXXVI sono varie: si pensa ad uno scherzo arguto con cui i due giovani si riconciliano dopo un periodo di distacco. La donna amata aveva promesso di sacrificare a Vulcano “i versi eccellenti del peggior poeta” se Catullo le fosse stato restituito e avesse smesso di gettarle contro i feroci giambi. La promessa viene mantenuta e, come oggetto sacrificale, vengono scelti gli Annali di Volusio, autore non ammirato da Catullo e di cui possediamo poche notizie. Un'altra interpretazione valida vuole che il pessimus poeta coincida con Catullo stesso, autore di electissima carmina e pessimo secondo il pensiero di chi viene colpito dai suoi giambi. Dunque il tema principale è la riconciliazione con Lesbia. Nel componimento vengono impiegati vari registri letterari, con la prevalenza dello stile elevato; nonostante la presenza di termini bassi come taberna e cacata, i toni rimangono solenni. Il lessico adoperato è relativo al campo semantico della religione e si delinea un percorso linguistico attraverso l’impiego dei termini solvo, votum, voveo, sanctus, deus, divus e le divinità nominate.

## Testo
(Carme 36)